# 短翅細腹食蚜蠅
短翅細腹食蚜蠅（學名Sphaerophoria scripta）是歐洲的一種食蚜蠅。它們可以短在16日內就能完成整個變態周期，一年內最多可以多達9代。

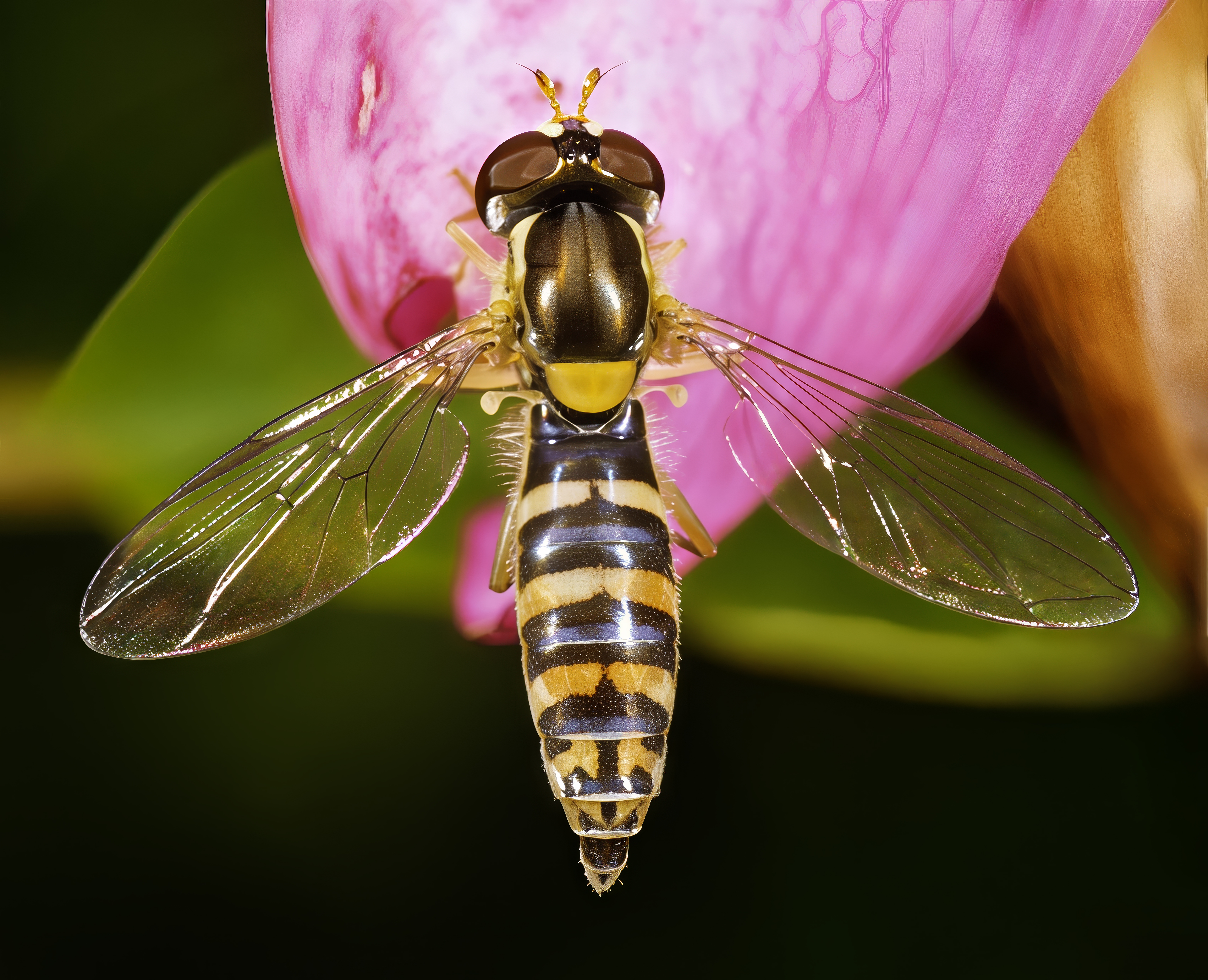
女性